# Eoge állomás
Eoge (Aeogae) állomás a szöuli metró 5-ös vonalának állomása, mely Mapho-ku (Mapo-gu) kerületben található.

## Viszonylatok
| 5-ös vonal                                | 5-ös vonal | 5-ös vonal                                                                           |
| ----------------------------------------- | ---------- | ------------------------------------------------------------------------------------ |
| Kongdok (Gongdeok) Panghva (Banghwa) felé | fő vonal   | Cshungdzsongno (Chungjeongno) Szangil-tong (Sangil-dong) vagy Macshon (Macheon) felé |